# Elezioni generali nelle Seychelles del 2020
Le elezioni generali nelle Seychelles del 2020 si sono tenute dal 22 al 24 ottobre per l'elezione del Presidente e il rinnovo dell'Assemblea nazionale, sciolta in anticipo rispetto alla scadenza naturale del mandato fissata per il 2021.

## Risultati

### Elezioni presidenziali
| Wavel Ramkalawan | Alleanza Democratica Seychellese (SNP) | 35 562 | 54,91 |  |  |  |  |  |
| Danny Faure      | Seychelles Unite                       | 28 178 | 43,51 |  |  |  |  |  |
| Alain St Ange    | One Seychelles                         | 1 021  | 1,58  |  |  |  |  |  |
| Totale           | Totale                                 | 64 761 | 100   |  |  |  |  |  |
|                  |                                        |        |       |  |  |  |  |  |
| Voti non validi  | Voti non validi                        | 1 256  | 1,90  |  |  |  |  |  |
| Votanti          | Votanti                                | 66 017 |       |  |  |  |  |  |

### Elezioni parlamentari
| Liste                                  | Voti   | %     | Seggi |
| -------------------------------------- | ------ | ----- | ----- |
| Alleanza Democratica Seychellese (SNP) | 35 202 | 54,84 | 25    |
| Seychelles Unite                       | 27 185 | 42,35 | 10    |
| One Seychelles                         | 1 420  | 2,21  | –     |
| Alleanza Seychellese                   | 70     | 0,11  | –     |
| Indipendenti                           | 317    | 0,49  | –     |
| Totale                                 | 64 194 | 100   | 35    |